# Edvard Sederholm
Edvard Sederholm, född 1 april 1857 i Kila socken, Södermanlands län, död 25 juni 1927, var en svensk läkare. 
Sederholm blev student vid Uppsala universitet 1875, medicine kandidat 1881, medicine licentiat vid Karolinska institutet i Stockholm 1886 och medicine doktor 1892 på avhandlingen Om den elastiska väfnaden i huden hos medelålders och äldre personer. Han var underläkare vid Serafimerlasarettet i Stockholm 1886, t.f. amanuens i Medicinalstyrelsen 1887–1888 och ordinarie amanuens där 1888–1904. Han var docent i dermatologi och syfilidologi vid Karolinska institutet från 1893, ombudsman och fiskal i Medicinalstyrelsen från 1904, t.f. medicinalråd där från 1907 samt medicinalråd och byråchef där 1914–1924. Han var ordförande i permanenta farmakopékommittén från 1909 och ledamot i styrelsen för Farmaceutiska institutet från samma år. Han var också verksam som medicinsk författare.